# Blanchard (Wisconsin)
Blanchard – miasto w Stanach Zjednoczonych, w stanie Wisconsin, w hrabstwie Lafayette.